# Severská kombinace na zimních olympijských hrách
Severská kombinace se objevila už na prvních zimních olympijských hrách v roce 1924 v Chamonix, ale jen s jednou disciplínou a to individuálním závodem jednotlivců. Ten se tehdy skládal z jednoho skoku na středním můstku a 18kilometrového běhu na lyžích. Do ZOH 1984 se pořadí určovalo podle dané bodové tabulky. Od roku 1988 se po skoku na lyžích vybíhavalo na běžeckou trať s časovým odstupem na vítěze skokanské části (stíhací závod). Kdo nakonec doběhne do cíle běžecké trati jako první stane se celkovým vítězem. V roce 1988 se do programu ZOH dostal závod družstev a v roce 2002 také sprint.

## Přehled soutěží
• – oficiální soutěž.
| Soutěž                    | Soutěž                    | 24 | 28 | 32 | 36 | 48 | 52 | 56 | 60 | 64 | 68 | 72 | 76 | 80 | 84 | 88 | 92 | 94 | 98 | 02 | 06 | 10 | 14 | 18 | 22 | Celkem |
| ------------------------- | ------------------------- | -- | -- | -- | -- | -- | -- | -- | -- | -- | -- | -- | -- | -- | -- | -- | -- | -- | -- | -- | -- | -- | -- | -- | -- | ------ |
| muži                      | střední můstek/10 km      | •  | •  | •  | •  | •  | •  | •  | •  | •  | •  | •  | •  | •  | •  | •  | •  | •  | •  | •  | •  | •  | •  | •  | •  | 24     |
| muži                      | velký můstek/10 km        |    |    |    |    |    |    |    |    |    |    |    |    |    |    |    |    |    |    | •  | •  | •  | •  | •  | •  | 6      |
| muži                      | družstva                  |    |    |    |    |    |    |    |    |    |    |    |    |    |    | •  | •  | •  | •  | •  | •  | •  | •  | •  | •  | 10     |
|                           |                           |    |    |    |    |    |    |    |    |    |    |    |    |    |    |    |    |    |    |    |    |    |    |    |    |        |
| Počet oficiálních soutěží | Počet oficiálních soutěží | 1  | 1  | 1  | 1  | 1  | 1  | 1  | 1  | 1  | 1  | 1  | 1  | 1  | 1  | 2  | 2  | 2  | 2  | 3  | 3  | 3  | 3  | 3  | 3  | 40     |

Poznámky
1. ↑  1924–1952: střední můstek/18 km, 1956–2006: střední můstek/15 km, od 2010: střední můstek/10 km.
2. ↑  2002–2006: velký můstek/7,5 km, od 2010: velký můstek/10 km.
3. ↑  1988–1994: střední můstek/3×10 km, 1998–2006: střední můstek/4×5 km, od 2010: velký můstek/4×5 km.

## Medailové pořadí zemí
Aktualizace po Zimních olympijských hrách 2018.
| Pořadí           | Země                                 | Zlato | Stříbro | Bronz | Celkem |
| ---------------- | ------------------------------------ | ----- | ------- | ----- | ------ |
| 1.               | Norsko (NOR)                         | 13    | 10      | 8     | 31     |
| 2.               | Německo (GER)                        | 5     | 5       | 4     | 14     |
| 3.               | Finsko (FIN)                         | 4     | 8       | 2     | 14     |
| 4.               | Rakousko (AUT)                       | 3     | 2       | 10    | 15     |
| 5.               | Německá demokratická republika (GDR) | 3     | 0       | 4     | 7      |
| 6.               | Japonsko (JPN)                       | 2     | 3       | 0     | 5      |
| 7.               | Francie (FRA)                        | 2     | 1       | 1     | 4      |
| 8.               | Západní Německo (FRG)                | 2     | 1       | 0     | 3      |
| 9.               | Spojené státy americké (USA)         | 1     | 3       | 0     | 4      |
| 10.              | Švýcarsko (SUI)                      | 1     | 2       | 1     | 4      |
| 11.              | Tým sjednoceného Německa (EUA)       | 1     | 0       | 1     | 2      |
| 12.              | Sovětský svaz (URS)                  | 0     | 1       | 2     | 3      |
| 13.              | Švédsko (SWE)                        | 0     | 1       | 1     | 2      |
| 14.              | Itálie (ITA)                         | 0     | 0       | 1     | 1      |
| 14.              | Polsko (POL)                         | 0     | 0       | 1     | 1      |
| 14.              | Rusko (RUS)                          | 0     | 0       | 1     | 1      |
| Celkem (16 zemí) | Celkem (16 zemí)                     | 37    | 37      | 37    | 111    |